# Macronema reinburgi
Macronema reinburgi är en nattsländeart som beskrevs av Navás 1933. Macronema reinburgi ingår i släktet Macronema och familjen ryssjenattsländor. Inga underarter finns listade i Catalogue of Life.